# Parafia bł. Władysława Findysza w Rzeszowie
Parafia bł. Władysława Findysza w Rzeszowie – parafia znajdująca się w diecezji rzeszowskiej w dekanacie Rzeszów Wschód. Erygowana 1 stycznia 2012 roku. Kościołem parafialnym jest kaplica tymczasowa.

## Proboszczowie parafii
| Lata         | Proboszcz             |
| ------------ | --------------------- |
| 2012–obecnie | ks. Władysław Srebrny |